# Salix blakii
Salix blakii är en videväxtart som beskrevs av Görz. Salix blakii ingår i släktet viden, och familjen videväxter. Inga underarter finns listade i Catalogue of Life.